# Leinster (Austrália)
Leinster é uma cidade localizada no norte da Austrália Ocidental. A cidade foi fundada em 1976 por Agnew Gold Mining.